# Ubexy
Ubexy és un municipi francès, situat al departament dels Vosges i a la regió del Gran Est. L'any 2007 tenia 171 habitants.

## Demografia

### Població
El 2007 la població de fet d'Ubexy era de 171 persones. Hi havia 58 famílies, de les quals 16 eren unipersonals (12 homes vivint sols i 4 dones vivint soles), 23 parelles sense fills i 19 parelles amb fills.
La població ha evolucionat segons el següent gràfic:
Habitants censats

### Habitatges
El 2007 hi havia 66 habitatges, 59 eren l'habitatge principal de la família, 4 eren segones residències i 4 estaven desocupats. 61 eren cases i 6 eren apartaments. Dels 59 habitatges principals, 49 estaven ocupats pels seus propietaris, 8 estaven llogats i ocupats pels llogaters i 2 estaven cedits a títol gratuït; 1 tenia dues cambres, 3 en tenien tres, 15 en tenien quatre i 40 en tenien cinc o més. 44 habitatges disposaven pel capbaix d'una plaça de pàrquing. A 17 habitatges hi havia un automòbil i a 37 n'hi havia dos o més.

### Piràmide de població
La piràmide de població per edats i sexe el 2009 era:
| Homes | Edats   | Dones |
| ----- | ------- | ----- |
| 0     | 95 o +  | 0     |
| 0     | 90 a 94 | 0     |
| 0     | 85 a 89 | 12    |
| 0     | 80 a 84 | 12    |
| 4     | 75 a 79 | 4     |
| 8     | 70 a 74 | 12    |
| 0     | 65 a 69 | 4     |
| 0     | 60 a 64 | 4     |
| 4     | 55 a 59 | 0     |
| 8     | 50 a 54 | 4     |
| 8     | 45 a 49 | 8     |
| 8     | 40 a 44 | 12    |
| 8     | 35 a 39 | 12    |
| 0     | 30 a 34 | 4     |
| 8     | 25 a 29 | 0     |
| 8     | 20 a 24 | 4     |
| 4     | 15 a 19 | 20    |
| 8     | 10 a 14 | 12    |
| 0     | 5 a 9   | 8     |
| 8     | 0 a 4   | 0     |

## Economia
El 2007 la població en edat de treballar era de 107 persones, 89 eren actives i 18 eren inactives. De les 89 persones actives 81 estaven ocupades (48 homes i 33 dones) i 8 estaven aturades (4 homes i 4 dones). De les 18 persones inactives 7 estaven jubilades, 2 estaven estudiant i 9 estaven classificades com a «altres inactius».

### Ingressos
El 2009 a Ubexy hi havia 63 unitats fiscals que integraven 159 persones, la mediana anual d'ingressos fiscals per persona era de 17.101 €.

### Activitats econòmiques
Dels 5 establiments que hi havia el 2007, 1 era d'una empresa alimentària, 2 d'empreses de construcció, 1 d'una empresa immobiliària i 1 d'una empresa de serveis.
Dels 2 establiments de servei als particulars que hi havia el 2009, 1 era un guixaire pintor i 1 lampisteria.
L'any 2000 a Ubexy hi havia 7 explotacions agrícoles que ocupaven un total de 452 hectàrees.

## Equipaments sanitaris i escolars
El 2009 hi havia una escola elemental integrada dins d'un grup escolar amb les comunes properes formant una escola dispersa.

## Poblacions més properes
El següent diagrama mostra les poblacions més properes.